# Nicole Raschke
Nicole Raschke (* 1982) ist eine deutsche Geographin und Hochschullehrerin. Seit November 2022 ist sie Professorin für Geographische Bildung an der Technischen Universität Dresden. Ihre Forschungsschwerpunkte liegen auf der Umweltbildung und Bildung für nachhaltige Entwicklung sowie emanzipatorische, transformative geographischen Bildung.

## Leben
Raschke wuchs in Dresden auf. Sie absolvierte von 2001 bis 2007 ein Gymnasial-Lehramtsstudium der Fächer Geographie und Philosophie/Ethik sowie ein Begleitstudium am Ostasienzentrum der Technischen Universität Dresden. Von 2007 bis 2008 war sie als Foreign Expert an der Yanshan-Universität in Qinhuangdao tätig, ehe sie 2008 an die TU Dresden zurückkehrte, wo sie in der Folge bis 2012 als wissenschaftliche Mitarbeiterin an der Professur für Didaktik der Geographie fungierte. Zwischen 2013 und 2017 absolvierte Raschke zunächst ihr Referendariat und unterrichtete in der Folge als Lehrerin an sächsischen Gymnasien. Mit einer Dissertation zum Thema „Umweltbildung in China: Explorative Studien an Grünen Schulen“ promovierte sie 2014 in Dresden.
Im Oktober 2017 wurde Raschke Juniorprofessorin für Didaktik der Geographie und Umweltkommunikation am Fachbereich Geowissenschaften der Technischen Universität Dresden. Rufe an die Universität Passau sowie die Rheinische Friedrich-Wilhelms-Universität Bonn lehnte sie ab und übernahm im November 2022 an ihrer Alma Mater die Professur für Geographische Bildung.
Raschke forscht im Feld der Didaktik der Geographie. Während sie während ihrer Promotion vor allem auf die Themenfelder Umweltbildung und Bildung für nachhaltige Entwicklung fokussierte, forscht sie in Dresden auch auf dem Gebiet der  emanzipatorischen, transformativen geographischen Bildung. Schwerpunkte dabei sind forschendes und außerschulisches Lernen sowie Digitalisierung in geographischen Bildungskontexten. Seit Oktober 2019 ist sie Vorstandsmitglied des Hochschulverbands für Geographiedidaktik.

## Schriften (Auswahl)
- Umweltbildung in China: Explorative Studien an Grünen Schulen. Monsenstein und Vannerdat, Münster 2015, ISBN 978-3-95645-549-0.